# That’s What Friends Are For
That’s What Friends Are For ist ein Popsong aus dem Jahre 1982, geschrieben von Burt Bacharach und Carole Bayer Sager für Rod Stewart als Soundtrack zum Film Nightshift – Das Leichenhaus flippt völlig aus.

## Coverversion von Dionne Warwick
Das Lied ist besser bekannt durch die Coverversion von Dionne Warwick and Friends, eine Zusammenarbeit mit den Künstlern Gladys Knight, Elton John und Stevie Wonder. Es wurde in den USA und im Vereinigten Königreich als Charity Single veröffentlicht. Die Einnahmen durch das Hilfsprojekt gingen an die American Foundation for AIDS Research, insgesamt wurden über drei Millionen US-Dollar eingenommen. Im Januar 1986 erreichte das Lied für vier Wochen Platz 1 der amerikanischen Billboard Hot 100 und Platz 1 in den Jahrescharts.
Die Dionne-and-Friends-Version wurde bei den Grammy Awards 1987 mit zwei Grammys ausgezeichnet. Es war der beliebteste Song des Jahres 1986 in den USA. und steht bei Billboard's Greatest Songs of all time auf Platz 61.

## Benefizkonzert 1990
Am 17. März 1990 fand ein AIDS-Benefizkonzert mit dem Titel That’s What Friends Are For: Arista Records 15th Anniversary Concert in der Radio City Music Hall in New York statt. Einen Monat später strahlte CBS das Konzert im Fernsehen aus.
Die Künstler, die am Konzert teilnahmen, waren: Air Supply, Lauren Bacall, Burt Bacharach, Eric Carmen, Chevy Chase, Jane Curtin, Clive Davis, Taylor Dayne, Michael Douglas, Exposé, Whoopi Goldberg, Melanie Griffith, Hall & Oates, Jennifer Holliday, Whitney Houston, Alan Jackson, Kenny G, Melissa Manchester, Barry Manilow, Milli Vanilli, Jeffrey Osborne, Carly Simon, Patti Smith, Lisa Stansfield, The Four Tops und Dionne Warwick. Durch das Benefizkonzert wurden weitere 2,5 Millionen US-Dollar eingenommen.

## Deutsche Version
Eine deutsche Version wurde unter dem Titel Wenn man Freunde hat 1987 von Caterina Valente mit Gianni Morandi, Joy Fleming und Edo Zanki eingespielt und ist auf dem Album von Caterina Valente Ich bin ... veröffentlicht.